# Deadline (film fra 2005)
 For alternative betydninger, se Deadline. (Se også artikler, som begynder med Deadline)
Deadline er en dansk kortfilm fra 2005 instrueret af Emma Balcazar, der skrev manuskript med Elsebeth Nielsen og Stine Lauritz Larsen.

## Handling
Lasse er en succesrig mand. Hans smukke kone, Karin, er gravid med deres første barn, og han er tabloidavisen DEADLINEs stjernefotograf. Han er altid på pletten, når der sker noget, og derfor reder han den ene forside hjem efter den anden. Men Lasses succes skyldes i høj grad hans lyssky samarbejde med politibetjenten Martin, og da Martin suspenderes, er succesen pludselig i fare.

## Medvirkende
- Alexandre Willaume-Jantzen, Lasse
- Dick Kaysø, Martin
- Charlotte Munck, Karin
- Martin Buch, Johnny
- Dennis Albrethsen, Bamse
- Steen Stig Lommer, Mogens
- David Seedorff, Chefredaktør
- Biljana Stojkoska, Ivona
- Freya Møller-Sørensen, Pigen
- Irina Goukasian, Jordemor